# Залізний орел
Залізний орел (англ. Iron Eagle) — американсько-канадський бойовик 1986 року режисера Сідні Дж. Ф'юрі, який написав сценарій у співавторстві з Кевіном Аліном Елдерсом, а головні ролі виконали Джейсон Гедрік і Луїс Госсетт-молодший.

## Сюжет
Вісімнадцятирічний Даг Мастерс навчився літати на реактивному винищувачі раніше, ніж отримав права на водіння автомобіля. Він хоче в усьому бути схожим на свого батька, полковника Теда Мастерса. Даг подає свої документи в льотну школу, але його не приймають через погану успішність. Товариші по службі Теда Мастерса приносять його сім'ї сумну звістку про те, що літак полковника збитий, а сам він знаходиться в полоні у вороже налаштованій державі. Уряду США не вдається повернути військового льотчика на батьківщину, але Даг приймає рішення визволити батька з полону самостійно. Він звертається за допомогою до полковника у відставці Чаппі Синклера. Чаппі був військовим льотчиком і спеціалізувався на організації рятувальних операцій. Чаппі орендує на своє ім'я військовий винищувач для Дага. Відважний юнак, повний рішучості повернути батька додому живим, злітає.

## У ролях
| Актор                | Роль                              |
| -------------------- | --------------------------------- |
| Луїс Госсет молодший | полковник Чарльз «Чаппі» Синклер  |
| Джейсон Гедрік       | Даг Мастерс                       |
| Тім Томерсон         | полковник Тед Мастерс             |
| Леррі Б. Скотт       | Реджі                             |
| Каролін Лагерфельт   | Елізабет Мастерс                  |
| Джеррі Лівайн        | Тоні                              |
| Роббі Ріст           | Майло                             |
| Майкл Боуен          | Кнотчер                           |
| Роберт Джейн         | Метью                             |
| Мелора Хардін        | Кеті                              |
| Девід Грінлі         | Кінгслі                           |
| Майкл Олдредж        | полковник Блекберн                |
| Том Фрідлі           | Брілло                            |
| Роб Геррісон         | Пакер                             |
| Чіно «Фетс» Вільямс  | Слеппі                            |
| Джей Футлік          | Тетчер                            |
| Жак Лінн Колтон      | Хазел                             |
| Шоуні Сміт           | Джені                             |
| Хізер Хаазе          | Тейллі                            |
| Кеті Вагнер          | Емі                               |
| Кевін Кінг           | Фарнсворт                         |
| Вілл Джеффріс        | Смайлі                            |
| Девід Ворд           | підполковник Кернс                |
| Террі Віллз          | батько Тейллі                     |
| Ф. Вільям Паркер     | батько Кінгслі                    |
| Альберт Р. Щара      | начальник                         |
| Крістофер Бредлі     | льотчик                           |
| Майкл Кехо           | управління польотами              |
| Стів Рабін           | повітряний поліцейський           |
| Кевін Елдерс         | пілот                             |
| Тоні Бекер           | вартовий в розвідувальному центрі |
| Пол О'Браєн Річардс  | вартовий                          |
| Ленс ЛеГолт          | генерал                           |
| Макс Теєр            | співробітник розвідки             |
| Деббі Блох           | друг сім'ї                        |
| Роджер Нолан         | тележурналіст                     |
| Джеррі Хімен         | Марті                             |
| Давід Менахем        | офіцер                            |
| Йоссі Шіллоах        | офіцер на вежі                    |
| Арнон Задок          | солдат                            |
| Урі Гавріел          | охоронець                         |
| Девід Суше           | міністр оборони                   |
| Домінік Брашіа       | Гарольд                           |

## Саундтрек
| Список треків | Список треків                                 | Список треків |
| #             | Назва                                         | Тривалість    |
| ------------- | --------------------------------------------- | ------------- |
| 1.            | «Iron Eagle Main Title»                       | 1:59          |
| 2.            | «Shot Down»                                   | 1:15          |
| 3.            | «Hallway»                                     | 1:41          |
| 4.            | «Ted on Trial»                                | 1:28          |
| 5.            | «Three Days/Minister Sinister»                | 2:37          |
| 6.            | «The Gallows/Flight Line I»                   | 3:33          |
| 7.            | «Chappy's Story/Appetite»                     | 3:30          |
| 8.            | «Iron Eagle Story/Flight Line II/The Coast»   | 4:12          |
| 9.            | «Chappy Gets Hit/Chappy Crashes/Chappy Talks» | 4:16          |
| 10.           | «Ted To Tarmac/The Tower»                     | 2:26          |
| 11.           | «Doug and Dad»                                | 2:41          |
| 12.           | «Think You Can Handle the Music?»             | 2:49          |
| 13.           | «Missing Man/You've Earned Them»              | 2:29          |
| 14.           | «Three Days/Minister Sinister»                | 3:54          |
| 15.           | «Flight Line I»                               | 2:25          |
| 16.           | «Flight Line II»                              | 0:54          |
| 17.           | «Chappy Talks»                                | 1:49          |
| 18.           | «Slappy's Place»                              | 4:25          |
| 19.           | «Slo-Slappy»                                  | 1:29          |
| 20.           | «Army Air Corps»                              | 2:19          |
| 52:11         |                                               |               |